# Persone di nome Filippo
| Questa pagina contiene informazioni ricavate automaticamente dalle voci biografiche con l'ausilio del template Bio e di un bot. L'aggiornamento è periodico e automatico e ricostruisce completamente la pagina. Se manca una persona in questa lista, sei pregato di non aggiungerla, ma accertati piuttosto che la sua voce biografica contenga il template Bio e che i dati anagrafici siano correttamente compilati. Se il template Bio manca, inseriscilo tu stesso o, in alternativa, metti l'avviso {{tmp\|Bio}} che ne segnala la mancanza. Se i dati riportati sono sbagliati, correggi direttamente la voce biografica; le modifiche saranno visibili in questa lista entro pochi giorni. Per chiarimenti vedi il progetto antroponimi. La lista contiene solo le 874 persone che sono citate nell'enciclopedia e per le quali è stato implementato correttamente il template Bio. Pagina aggiornata al 6 ago 2025. |

Questa è una lista di persone presenti nell'enciclopedia che hanno il nome Filippo, suddivise per attività principale.

## Abati(3)
- Filippo di Harvengt, abate e teologo francese (Mons - † 1183)
- Filippo Maria Mignanti, abate, storico e religioso italiano (Tolfa, n. 1810 - Roma, † 1867)
- Filippo Titi, abate e storico dell'arte italiano (Città di Castello, n. 1639 - Città di Castello, † 1702)

## Allenatori di calcio(10)
- Filippo Carobbio, allenatore di calcio e ex calciatore italiano (Alzano Lombardo, n. 1979)
- Filippo Citterio, allenatore di calcio e ex calciatore italiano (Giussano, n. 1955)
- Filippo Cristante, allenatore di calcio e ex calciatore italiano (San Vito al Tagliamento, n. 1977)
- Filippo Galli, allenatore di calcio, dirigente sportivo e ex calciatore italiano (Monza, n. 1963)
- Filippo Inzaghi, allenatore di calcio e ex calciatore italiano (Piacenza, n. 1973)
- Filippo Maniero, allenatore di calcio, dirigente sportivo e ex calciatore italiano (Legnaro, n. 1972)
- Filippo Masolini, allenatore di calcio e ex calciatore italiano (San Giovanni in Persiceto, n. 1970)
- Filippo Medri, allenatore di calcio e ex calciatore italiano (Cesena, n. 1971)
- Filippo Pascucci, allenatore di calcio italiano (Genova, n. 1907 - † 1966)
- Filippo Prato, allenatore di calcio e calciatore italiano (Torino, n. 1910 - † 1980)

## Allenatori di pallacanestro(1)
- Filippo Faina, allenatore di pallacanestro italiano (Roma, n. 1944)

## Allenatori di tennis(2)
- Filippo Baldi, allenatore di tennis e ex tennista italiano (Milano, n. 1996)
- Filippo Volandri, allenatore di tennis, commentatore televisivo e ex tennista italiano (Livorno, n. 1981)

## Altisti(1)
- Filippo Campioli, altista italiano (Modena, n. 1982)

## Ammiragli(3)
- Filippo Augusto Corporandi d'Auvare, ammiraglio italiano (Nizza, n. 1806 - † 1889)
- Filippo di Mahdia, ammiraglio bizantino
- Filippo di Montmorency, ammiraglio olandese († 1568)

## Anatomisti(1)
- Filippo Pacini, anatomista e patologo italiano (Pistoia, n. 1812 - Firenze, † 1883)

## Antiquari(1)
- Filippo Buonarroti, antiquario, numismatico e archeologo italiano (Firenze, n. 1661 - Firenze, † 1733)

## Archeologi(2)
- Filippo Coarelli, archeologo italiano (Roma, n. 1936)
- Filippo Venuti, archeologo e enciclopedista italiano (Cortona, n. 1706 - Cortona, † 1768)

## Architetti(19)
- Filippo Antolini, architetto e ingegnere italiano (Roma, n. 1787 - † 1859)
- Filippo Barigioni, architetto italiano (Roma, n. 1672 - Roma, † 1753)
- Filippo Brunelleschi, architetto, ingegnere e scultore italiano (Firenze, n. 1377 - Firenze, † 1446)
- Filippo Cagnola, architetto italiano (Firenze, n. 1661 - Milano, † 1714)
- Filippo Calendario, architetto, scultore e armatore italiano (Venezia, † 1355)
- Filippo Castelli, architetto italiano (San Damiano d'Asti, n. 1738 - Torino)
- Filippo dalle Vacche, architetto italiano (Caravaggio - Brescia)
- Filippo Marchionni, architetto e pittore italiano (Roma, n. 1732 - Ancona, † 1805)
- Filippo Martinucci, architetto italiano († 1862)
- Filippo Cesare Messedaglia, architetto e ingegnere italiano (Villafranca di Verona, n. 1823 - Verona, † 1901)
- Filippo Monti, architetto italiano (Faenza, n. 1928 - Faenza, † 2015)
- Filippo Morolli, architetto e ingegnere italiano (Rimini)
- Filippo Raguzzini, architetto italiano (Napoli, n. 1690 - Roma, † 1771)
- Filippo Giovanni Battista Nicolis di Robilant, architetto italiano (Torino, n. 1723 - Torino, † 1783)
- Filippo Sargiacomo, architetto italiano (Lanciano, n. 1830 - Lanciano, † 1922)
- Filippo Schor, architetto, ingegnere e scenografo italiano (Roma, n. 1646 - Napoli, † 1701)
- Filippo Terzi, architetto e ingegnere italiano (Bologna, n. 1520 - Setúbal, † 1597)
- Filippo Vasconi, architetto e incisore italiano (Roma, n. 1688 - Roma, † 1730)
- Filippo Vivanet, architetto, archeologo e scrittore italiano (Cagliari, n. 1836 - Cagliari, † 1905)

## Archivisti(2)
- Filippo Brunetti, archivista e giurista italiano (Castelnuovo di Val di Cecina)
- Filippo Valenti, archivista, paleografo e diplomatista italiano (Modena, n. 1919 - Modena, † 2007)

## Arcivescovi(1)
- Filippo Türje, arcivescovo ungherese († 1272)

## Arcivescovi cattolici(20)
- Filippo Archinto, arcivescovo cattolico italiano (Arona, n. 1495 - Milano, † 1558)
- Filippo Maria Albertino Bellenghi, arcivescovo cattolico e naturalista italiano (Forlimpopoli, n. 1757 - San Gregorio sul Monte Celio, † 1839)
- Filippo Bernardini, arcivescovo cattolico italiano (Ussita, n. 1884 - Ussita, † 1954)
- Filippo Cammarota, arcivescovo cattolico italiano (Traetto, n. 1809 - Gaeta, † 1876)
- Filippo Castracane degli Antelminelli, arcivescovo cattolico italiano (Cagli, n. 1851 - Montecatini, † 1899)
- Filippo Cortesi, arcivescovo cattolico italiano (Alia, n. 1876 - Roma, † 1947)
- Filippo Filonardi, arcivescovo cattolico italiano (Roma, n. 1753 - Ferrara, † 1834)
- Filippo Fontana, arcivescovo cattolico italiano (Pistoia - † 1270)
- Filippo Franceschi, arcivescovo cattolico italiano (Brandeglio, n. 1924 - Padova, † 1988)
- Filippo Iannone, arcivescovo cattolico italiano (Napoli, n. 1957)
- Filippo Lopez y Royo, arcivescovo cattolico italiano (Monteroni di Lecce, n. 1728 - Napoli, † 1811)
- Filippo Minutolo, arcivescovo cattolico italiano (Napoli - Napoli, † 1301)
- Filippo Paruta, arcivescovo cattolico italiano (Venezia - Creta, † 1458)
- Filippo Santoro, arcivescovo cattolico italiano (Bari, n. 1948)
- Filippo Sardi, arcivescovo cattolico italiano (Lucca, n. 1736 - Lucca, † 1826)
- Filippo Carlo Spada, arcivescovo cattolico e patriarca cattolico italiano (Spoleto, n. 1670 - Roma, † 1742)
- Filippo Valignani, arcivescovo cattolico italiano (Chieti, n. 1663 - Chieti, † 1737)
- Filippo Maria Visconti, arcivescovo cattolico italiano (Massino Visconti, n. 1721 - Lione, † 1801)
- Filippo I da Lampugnano, arcivescovo cattolico italiano (Milano - Milano, † 1207)
- Filippo de' Medici, arcivescovo cattolico italiano (n. 1426 - † 1474)

## Arcivescovi ortodossi(1)
- Filippo I, arcivescovo ortodosso russo (Mosca, † 1473)

## Artisti(2)
- Filippo Panseca, artista, designer e scenografo italiano (Palermo, n. 1940 - Pantelleria, † 2024)
- Filippo Sorcinelli, artista, organista e imprenditore italiano (Mondolfo, n. 1975)

## Astrofisici(1)
- Filippo Frontera, astrofisico italiano (Savelli, n. 1941)

## Astronomi(1)
- Filippo Angelitti, astronomo italiano (Aielli, n. 1856 - Palermo, † 1931)

## Atleti(1)
- Filippo di Crotone, atleta e militare greco antico (Crotone - Sicilia)

## Attori(12)
- Filippo Contri, attore italiano (Roma, n. 1992)
- Filippo De Gara, attore italiano (Palermo, n. 1928 - Roma, † 1989)
- Filippo Dini, attore e regista teatrale italiano (Genova, n. 1973)
- Filippo Genzardi, attore italiano (Palermo, n. 1971)
- Filippo Luna, attore italiano (Palermo, n. 1968)
- Filippo Nigro, attore italiano (Roma, n. 1970)
- Filippo Scarafia, attore italiano (Arezzo, n. 1989)
- Filippo Scelzo, attore italiano (Ivrea, n. 1900 - Pegli, † 1980)
- Filippo Scicchitano, attore italiano (Roma, n. 1993)
- Filippo Scotti, attore italiano (Gravedona, n. 1999)
- Filippo Timi, attore, regista e scrittore italiano (Perugia, n. 1974)
- Filippo Valle, attore italiano (Roma, n. 1974)

## Attori teatrali(1)
- Filippo Strocchi, attore teatrale, cantante e ballerino italiano (Modena, n. 1982)

## Aviatori(2)
- Filippo Cevasco, aviatore italiano (Rosso di Davagna, n. 1889 - Lago Maggiore, † 1914)
- Filippo Di Giovanni, aviatore e militare italiano (Palermo, n. 1919 - Kindu, † 1961)

## Avvocati(11)
- Vittorio Emanuele Brusca, avvocato, saggista e dirigente sportivo italiano (Catania, n. 1909)
- Filippo Carpi De Resmini, avvocato e funzionario italiano (Voghera, n. 1917 - Roma, † 1993)
- Filippo Cavallini, avvocato, politico e imprenditore italiano (Pieve del Cairo, n. 1851 - Roma, † 1932)
- Filippo Florena, avvocato e politico italiano (Santo Stefano di Camastra, n. 1840 - Santo Stefano di Camastra, † 1915)
- Filippo Garavetti, avvocato e politico italiano (Sassari, n. 1846 - Sassari, † 1930)
- Filippo Longo, avvocato e politico italiano (Rionero in Vulture, n. 1870 - Napoli, † 1937)
- Filippo Mezzi, avvocato, dirigente d'azienda e politico italiano (Cologno Monzese, n. 1857 - Castelveccana, † 1950)
- Filippo Pacelli, avvocato italiano (Roma, n. 1837 - Roma, † 1916)
- Filippo Maria Renazzi, avvocato e storico italiano (Roma, n. 1745 - Roma, † 1808)
- Filippo Sacchini, avvocato italiano (Cremona, n. 1827 - Roma, † 1892)
- Filippo Teti, avvocato e politico italiano (Santa Maria Capua Vetere, n. 1835 - Caserta, † 1902)

## Banchieri(2)
- Filippo Cremonesi, banchiere e politico italiano (Roma, n. 1872 - Roma, † 1942)
- Filippo Strozzi il Vecchio, banchiere italiano (Firenze, n. 1428 - Firenze, † 1491)

## Baritoni(2)
- Filippo Coletti, baritono italiano (Anagni, n. 1811 - Anagni, † 1894)
- Filippo Colini, baritono italiano (Roma, n. 1811 - † 1863)

## Bassi(1)
- Filippo Galli, basso italiano (Roma, n. 1783 - Parigi, † 1853)

## Biologi(2)
- Filippo Cavazza, biologo e zoologo italiano (Bologna, n. 1886 - Firenze, † 1953)
- Filippo Cavolini, biologo e zoologo italiano (Vico Equense, n. 1756 - Napoli, † 1810)

## Botanici(3)
- Filippo Arena, botanico italiano (Piazza Armerina, n. 1708 - Roma, † 1789)
- Filippo Parlatore, botanico italiano (Palermo, n. 1816 - Firenze, † 1877)
- Filippo Re, botanico e agronomo italiano (Reggio Emilia, n. 1763 - Reggio Emilia, † 1817)

## Calciatori(32)
- Filippo Bandinelli, calciatore italiano (Firenze, n. 1995)
- Filippo Belardini, calciatore italiano (Ferrara, n. 1919 - † 2008)
- Filippo Berardi, calciatore sammarinese (Città di San Marino, n. 1997)
- Filippo Berra, calciatore italiano (Udine, n. 1995)
- Filippo Cammoranesi, calciatore e allenatore di calcio italiano (Sant'Elpidio a Mare, n. 1923)
- Filippo Carini, calciatore italiano (Bazzano, n. 1990)
- Filippo Castoldi, calciatore italiano (Venaria Reale, n. 1896)
- Filippo Cavalli, calciatore italiano (Casale Monferrato, n. 1921 - Treviso, † 2004)
- Filippo Costa, calciatore italiano (Noventa Vicentina, n. 1995)
- Filippo Dal Moro, ex calciatore italiano (Treviso, n. 1970)
- Filippo De Col, calciatore italiano (Agordo, n. 1993)
- Filippo Delli Carri, calciatore italiano (Torino, n. 1999)
- Filippo Dovichi, calciatore italiano
- Filippo Fabbri, calciatore sammarinese (San Marino, n. 2002)
- Filippo Falco, calciatore italiano (Taranto, n. 1992)
- Filippo Furiani, calciatore italiano (Bastia Umbra, n. 1977)
- Filippo Melegoni, calciatore italiano (Bergamo, n. 1999)
- Filippo Missori, calciatore italiano (Roma, n. 2004)
- Filippo Nicoletti, calciatore italiano (Tavullia, n. 1931 - Roma, † 2011)
- Filippo Parola, calciatore italiano (Pavone del Mella, n. 1925 - Pavone del Mella, † 1987)
- Filippo Pellizzoni, calciatore italiano (Milano, n. 1895 - Milano, † 1935)
- Filippo Pittarello, calciatore italiano (Padova, n. 1996)
- Filippo Porcari, ex calciatore italiano (Fidenza, n. 1984)
- Filippo Ranocchia, calciatore italiano (Perugia, n. 2001)
- Filippo Regni, ex calciatore italiano (Gubbio, n. 1936)
- Filippo Romagna, calciatore italiano (Fano, n. 1997)
- Filippo Savi, ex calciatore italiano (Parma, n. 1987)
- Filippo Scaglia, calciatore italiano (Torino, n. 1992)
- Filippo Sgarbi, calciatore italiano (Casciago, n. 1997)
- Filippo Tasso, calciatore e allenatore di calcio italiano (Milano, n. 1940 - Modena, † 2021)
- Filippo Terracciano, calciatore italiano (Verona, n. 2003)
- Filippo Tumiati, calciatore italiano (Tresigallo)

## Canottieri(3)
- Filippo Mannucci, canottiere italiano (Livorno, n. 1974)
- Filippo Mondelli, canottiere italiano (Como, n. 1994 - Cernobbio, † 2021)
- Filippo Soffici, ex canottiere italiano (Firenze, n. 1970)

## Cantanti(2)
- Filippo Alotta, cantante italiano (Palermo, n. 1941 - Palermo, † 2003)
- Filippo Merola, cantante e conduttore televisivo italiano (Roma, n. 1970)

## Cantautori(7)
- Irama, cantautore italiano (Carrara, n. 1995)
- Filippo Gatti, cantautore, musicista e produttore discografico italiano (Roma, n. 1970)
- Filippo Graziani, cantautore italiano (Rimini, n. 1981)
- Filippo Malatesta, cantautore italiano (Rimini, n. 1968)
- Nek, cantautore e musicista italiano (Sassuolo, n. 1972)
- Filippo Schisano, cantautore e musicista italiano (Casal di Principe, n. 1952)
- Fulminacci, cantautore italiano (Roma, n. 1997)

## Cardinali(24)
- Filippo Acciaiuoli, cardinale italiano (Roma, n. 1700 - Ancona, † 1766)
- Filippo Boncompagni, cardinale italiano (Bologna, n. 1548 - Roma, † 1586)
- Filippo Calandrini, cardinale e vescovo cattolico italiano (Sarzana, n. 1403 - Bagnoregio, † 1476)
- Filippo Camassei, cardinale e patriarca cattolico italiano (Roma, n. 1848 - Roma, † 1921)
- Filippo Campanelli, cardinale italiano (Matelica, n. 1739 - Roma, † 1795)
- Filippo Carafa della Serra, cardinale italiano (Napoli - Bologna, † 1389)
- Filippo Carandini, cardinale italiano (Pesaro, n. 1729 - Modena, † 1810)
- Filippo Casoni, cardinale e arcivescovo cattolico italiano (Sarzana, n. 1733 - Roma, † 1811)
- Filippo de Angelis, cardinale e arcivescovo cattolico italiano (Ascoli Piceno, n. 1792 - Fermo, † 1877)
- Filippo di Cabassole, cardinale e patriarca cattolico francese (Cavaillon, n. 1305 - Perugia, † 1372)
- Filippo Filonardi, cardinale e vescovo cattolico italiano (Bauco, n. 1582 - Roma, † 1622)
- Filippo Giudice Caracciolo, cardinale e arcivescovo cattolico italiano (Napoli, n. 1785 - Napoli, † 1844)
- Filippo Giustini, cardinale italiano (Cineto Romano, n. 1852 - Roma, † 1920)
- Filippo Antonio Gualterio, cardinale, arcivescovo cattolico e collezionista d'arte italiano (Fermo, n. 1660 - Roma, † 1728)
- Filippo Guastavillani, cardinale italiano (Bologna, n. 1541 - Roma, † 1587)
- Filippo Maria Guidi, cardinale e arcivescovo cattolico italiano (Bologna, n. 1815 - Roma, † 1879)
- Filippo Lancellotti, cardinale italiano (Roma, n. 1732 - Roma, † 1794)
- Filippo Maria Pirelli, cardinale e arcivescovo cattolico italiano (Ariano, n. 1708 - Roma, † 1771)
- Filippo Ruffini, cardinale e vescovo cattolico italiano (Roma - Roma, † 1386)
- Filippo Sega, cardinale e vescovo italiano (Bologna, n. 1537 - Roma, † 1596)
- Filippo Spinelli, cardinale e arcivescovo cattolico italiano (Napoli, n. 1566 - Napoli, † 1616)
- Filippo Spinola, cardinale e vescovo cattolico italiano (Genova, n. 1535 - Roma, † 1593)
- Filippo Maria de Monti, cardinale italiano (Bologna, n. 1675 - Roma, † 1754)
- Filippo di Lussemburgo, cardinale e vescovo cattolico francese (Francia, n. 1445 - Le Mans, † 1519)

## Cestisti(8)
- Filippo Baldi Rossi, cestista italiano (Vignola, n. 1991)
- Filippo Cattabiani, ex cestista italiano (Bologna, n. 1970)
- Filippo Gagliardo, ex cestista italiano (Milano, n. 1978)
- Filippo Gallo, cestista italiano (Trieste, n. 2004)
- Filippo Gorrieri, ex cestista italiano (Roma, n. 1993)
- Filippo Masoni, ex cestista italiano (Reggio Emilia, n. 1982)
- Filippo Testa, cestista italiano (Tradate, n. 1997)
- Filippo Volpato, ex cestista italiano (Camposampiero, n. 1973)

## Chimici(1)
- Filippo Cassola, chimico e inventore italiano (Ferrandina, n. 1792 - Napoli, † 1869)

## Chitarristi(2)
- Filippo Gragnani, chitarrista e compositore italiano (Livorno, n. 1768 - Livorno, † 1820)
- Filippo Marcheggiani, chitarrista, cantautore e arrangiatore italiano (Marino, n. 1976)

## Ciclisti su strada(17)
- Filippo Baggio, ex ciclista su strada italiano (Cittadella, n. 1988)
- Filippo Baldo, ex ciclista su strada italiano (Padova, n. 1975)
- Filippo Baroncini, ciclista su strada italiano (Massa Lombarda, n. 2000)
- Filippo Casagrande, ex ciclista su strada italiano (Firenze, n. 1973)
- Filippo Conca, ciclista su strada italiano (Lecco, n. 1998)
- Filippo Fiorelli, ciclista su strada italiano (Palermo, n. 1994)
- Filippo Fortin, ciclista su strada italiano (Venezia, n. 1989)
- Filippo Ganna, ciclista su strada e pistard italiano (Verbania, n. 1996)
- Filippo Magli, ciclista su strada italiano (Empoli, n. 1999)
- Filippo Piersanti, ex ciclista su strada italiano (Roma, n. 1960)
- Filippo Pozzato, ex ciclista su strada e pistard italiano (Sandrigo, n. 1981)
- Filippo Savini, ex ciclista su strada italiano (Faenza, n. 1985)
- Filippo Simeoni, ex ciclista su strada italiano (Desio, n. 1971)
- Filippo Tagliani, ciclista su strada italiano (Gavardo, n. 1995)
- Filippo Turconi, ciclista su strada italiano (Varese, n. 2005)
- Filippo Zaccanti, ex ciclista su strada italiano (Seriate, n. 1995)
- Filippo Zana, ciclista su strada italiano (Thiene, n. 1999)

## Climatologi(1)
- Filippo Giorgi, climatologo italiano (Sulmona, n. 1959)

## Comici(1)
- Filippo Giardina, comico italiano (Roma, n. 1974)

## Compositori(13)
- Filippo Azzaiolo, compositore italiano (Bologna)
- Filippo Cinque, compositore e clavicembalista italiano (Napoli - Napoli, † 1810)
- Filippo Clementi, compositore italiano (Bologna, n. 1857 - Roma, † 1909)
- Filippo Cortese, compositore, organista e direttore d'orchestra italiano (Giovinazzo, n. 1838 - Acquaviva delle Fonti, † 1889)
- Filippo Cosentino, compositore e chitarrista italiano (Alba, n. 1983)
- Filippo Destrieri, compositore, arrangiatore e tastierista italiano (Legnano, n. 1951)
- Filippo da Caserta, compositore e teorico della musica italiano
- Filippo Finazzi, compositore e cantante castrato italiano (Gorlago, n. 1705 - Lombardei in Bargfeld-Rögen, † 1776)
- Filippo Maria Gherardeschi, compositore e pianista italiano (Pistoia, n. 1738 - Pisa, † 1808)
- Filippo Manfredi, compositore e violinista italiano (Lucca, n. 1731 - Lucca, † 1777)
- Filippo Marchetti, compositore italiano (Bolognola, n. 1831 - Roma, † 1902)
- Filippo Traetta, compositore italiano (Venezia, n. 1777 - Filadelfia, † 1854)
- Filippo Vitali, compositore e cantore italiano (Firenze, n. 1590 - Firenze, † 1654)

## Condottieri(6)
- Filippo Arcelli, condottiero italiano (Piacenza - Capodistria, † 1421)
- Filippo Benaglio, condottiero italiano (Milano, † 1297)
- Filippo Buondelmonti degli Scolari, condottiero e mercante italiano (Tizzano, n. 1369 - Lipova, † 1426)
- Filippo Lupi, condottiero italiano (Bergamo - Bergamo, † 1489)
- Filippo Maria de' Rossi, condottiero italiano (Parma - Corniglio, † 1529)
- Filippo Tornielli, condottiero italiano (Novara, † 1556)

## Conduttori radiofonici(3)
- Filippo Ferraro, conduttore radiofonico e conduttore televisivo italiano (Padova, n. 1986)
- Filippo Grondona, conduttore radiofonico e conduttore televisivo italiano (Genova, n. 2000)
- Filippo Solibello, conduttore radiofonico, conduttore televisivo e artista italiano (Milano, n. 1972)

## Conduttori televisivi(2)
- Filippo Bisciglia, conduttore televisivo italiano (Roma, n. 1977)
- Filippo Tenti, conduttore televisivo, produttore televisivo e esploratore italiano (Milano, n. 1985)

## Controtenori(1)
- Filippo Mineccia, controtenore italiano (Firenze, n. 1981)

## Corsari(1)
- Filippo Cicala, corsaro e condottiero italiano (Genova - Roma, † 1572)

## Cosmografi(1)
- Filippo Ferrari, cosmografo, matematico e teologo italiano (Oviglio, n. 1551 - Milano, † 1626)

## Critici letterari(1)
- Filippo Bettini, critico letterario, storico della letteratura e italianista italiano (Senigallia, n. 1950 - Roma, † 2012)

## Critici musicali(1)
- Filippo Filippi, critico musicale e compositore italiano (Vicenza, n. 1830 - Milano, † 1887)

## Culturisti(1)
- Filippo Massaroni, ex culturista italiano (Norcia, n. 1945)

## Danzatori(1)
- Filippo Taglioni, ballerino e coreografo italiano (Milano, n. 1777 - Como, † 1871)

## Designer(1)
- Filippo Perini, designer italiano (Piacenza, n. 1965)

## Diplomatici(2)
- Filippo Grandi, diplomatico italiano (Milano, n. 1957)
- Filippo Torrigiani, diplomatico e politico italiano (Firenze, n. 1851 - Firenze, † 1924)

## Direttori d'orchestra(1)
- Filippo Maria Bressan, direttore d'orchestra e direttore di coro italiano (Este, n. 1957)

## Direttori del doppiaggio(1)
- Filippo Ottoni, direttore del doppiaggio, dialoghista e sceneggiatore italiano (Cellere, n. 1938 - Roma, † 2023)

## Dirigenti d'azienda(2)
- Filippo Cipriano, manager, autore televisivo e regista italiano (Firenze, n. 1975)
- Filippo Sugar, dirigente d'azienda, editore e produttore discografico italiano (Milano, n. 1971)

## Dirigenti sportivi(3)
- Filippo Antonelli Agomeri, dirigente sportivo e ex calciatore italiano (Chieti, n. 1978)
- Filippo Preziosi, dirigente sportivo e ingegnere italiano (Perugia, n. 1968)
- Filippo Vedovotto, dirigente sportivo e ex pallavolista italiano (San Donà di Piave, n. 1990)

## Disc jockey(1)
- Filippo Nardi, disc jockey e conduttore televisivo britannico (Londra, n. 1969)

## Drammaturghi(2)
- Filippo Cammarano, commediografo e attore teatrale italiano (Palermo, n. 1764 - Napoli, † 1842)
- Filippo Tacconi, drammaturgo e attore teatrale italiano (Roma, n. 1805 - Roma, † 1870)

## Ebanisti(1)
- Filippo Caffieri, ebanista e scultore italiano (Roma, n. 1634 - Parigi, † 1716)

## Economisti(3)
- Filippo Carli, economista, sociologo e politico italiano (Comacchio, n. 1876 - Roma, † 1938)
- Filippo Cavazzuti, economista e politico italiano (Modena, n. 1942 - Bologna, † 2021)
- Filippo Taddei, economista italiano (Bologna, n. 1976)

## Entomologi(1)
- Filippo Silvestri, entomologo italiano (Bevagna, n. 1873 - Portici, † 1949)

## Fantini(1)
- Filippo Rossi, fantino italiano (Siena, n. 1775 - Siena, † 1825)

## Filatelisti(1)
- Filippo De Ferrari, filatelista francese (Parigi, n. 1850 - Losanna, † 1917)

## Filosofi(1)
- Filippo Masci, filosofo e politico italiano (Francavilla al Mare, n. 1844 - Napoli, † 1922)

## Fisici(3)
- Filippo Cecchi, fisico, religioso e inventore italiano (Ponte Buggianese, n. 1822 - Firenze, † 1887)
- Filippo Eredia, geofisico e meteorologo italiano (Catania, n. 1877 - Roma, † 1948)
- Filippo Re Capriata, fisico italiano (Licata, n. 1867 - Messina, † 1908)

## Fisiologi(2)
- Filippo Bottazzi, fisiologo e biochimico italiano (Diso, n. 1867 - Diso, † 1941)
- Filippo Lussana, fisiologo italiano (Cenate Sopra, n. 1820 - Cenate Sotto, † 1897)

## Fotografi(1)
- Filippo Cianciàfara Tasca di Cutò, fotografo italiano (Messina, n. 1892 - Palermo, † 1982)

## Fumettisti(1)
- Filippo Scozzari, fumettista, illustratore e grafico italiano (Bologna, n. 1946)

## Funzionari(3)
- Filippo Basile, funzionario italiano (Palermo, n. 1961 - Palermo, † 1999)
- Filippo Lamponi, prefetto italiano (Santa Vittoria in Matenano, n. 1827 - Reggio Calabria, † 1881)
- Filippo di Borgogna-Beveren, funzionario francese (n. 1450 - Bruges, † 1498)

## Generali(10)
- Filippo Antonio Asinari di San Marzano, generale e diplomatico italiano (Torino, n. 1767 - Torino, † 1828)
- Filippo Brignone, generale e politico italiano (Bricherasio, n. 1812 - Torino, † 1877)
- Filippo Caruso, generale e partigiano italiano (Casole Bruzio, n. 1884 - Roma, † 1979)
- Filippo Garretti di Ferrere, generale italiano (Torino, n. 1772 - Torino, † 1851)
- Filippo Gazzurelli, generale italiano (Salò, n. 1836 - Bologna, † 1928)
- Filippo Martinengo, generale italiano (Torino, n. 1864 - Torino, † 1952)
- Filippo Masperi, generale italiano (Brescia, n. 1863 - Roma, † 1918)
- Filippo Paulucci, generale italiano (Modena, n. 1779 - Nizza, † 1849)
- Filippo Severoli, generale italiano (Faenza, n. 1762 - Fusignano, † 1822)
- Filippo Spinola, generale, politico e nobile italiano (Genova, n. 1594 - Madrid, † 1659)

## Geografi(1)
- Filippo Bencardino, geografo italiano (Belvedere Marittimo, n. 1948)

## Gesuiti(1)
- Filippo Bonanni, gesuita, storico e biologo italiano (Roma, n. 1638 - Roma, † 1725)

## Giocatori di baseball(2)
- Filippo Crepaldi, giocatore di baseball italiano (Rovigo, n. 1992)
- Filippo Crociati, ex giocatore di baseball italiano (Rimini, n. 1974)

## Giocatori di calcio a 5(1)
- Filippo Feliziani, ex giocatore di calcio a 5 italiano (Roma, n. 1972)

## Giocatori di football americano(1)
- Filippo Fiammenghi, giocatore di football americano italiano (n. 1993)

## Giocatori di poker(1)
- Filippo Candio, giocatore di poker italiano (Cagliari, n. 1984)

## Giornalisti(19)
- Filippo Aliquò Taverriti, giornalista, storico e lessicografo italiano (Reggio Calabria, n. 1902 - Reggio Calabria, † 1976)
- Filippo Maria Battaglia, giornalista e saggista italiano (Palermo, n. 1984)
- Filippo Burzio, giornalista, ingegnere e politologo italiano (Torino, n. 1891 - Ivrea, † 1948)
- Filippo Ceccarelli, giornalista e scrittore italiano (Roma, n. 1955)
- Filippo Corsini, giornalista e conduttore radiofonico italiano (Roma, n. 1962)
- Filippo Crispolti, giornalista, scrittore e politico italiano (Rieti, n. 1857 - Roma, † 1942)
- Filippo De Boni, giornalista, scrittore e politico italiano (Caupo, n. 1816 - Firenze, † 1870)
- Filippo Filippelli, giornalista e avvocato italiano (Cosenza, n. 1890)
- Filippo Gaja, giornalista e scrittore italiano (Parma, n. 1926 - Milano, † 1995)
- Filippo Gaudenzi, giornalista e conduttore televisivo italiano (Roma, n. 1962)
- Filippo Gentiloni, giornalista e saggista italiano (Roma, n. 1924 - Roma, † 2018)
- Filippo Giuffrida Répaci, giornalista italiano (Torino, n. 1964)
- Filippo Grassia, giornalista, scrittore e dirigente sportivo italiano (Ancona, n. 1950)
- Filippo Naldi, giornalista, politico e imprenditore italiano (Borgo San Donnino, n. 1886 - Roma, † 1972)
- Filippo Raffaelli, giornalista e scrittore italiano (Allerona, n. 1921 - Bologna, † 2002)
- Filippo Sacchi, giornalista, scrittore e critico cinematografico italiano (Vicenza, n. 1887 - Pietrasanta, † 1971)
- Filippo Sensi, giornalista, blogger e politico italiano (Roma, n. 1968)
- Filippo Tramontana, giornalista, telecronista sportivo e opinionista italiano (Milano, n. 1979)
- Filippo Vendemmiati, giornalista, regista e sceneggiatore italiano (Ferrara, n. 1958)

## Giuristi(8)
- Filippo Batacchioli, giurista italiano
- Filippo Chiomenti, giurista italiano (Roma, n. 1940)
- Filippo Decio, giurista italiano (Milano, n. 1454 - Pisa)
- Filippo Franchi, giurista italiano (Perugia - Perugia, † 1471)
- Filippo Patroni Griffi, giurista italiano (Napoli, n. 1955)
- Filippo Serafini, giurista italiano (Preore, n. 1831 - Pisa, † 1897)
- Filippo Vassalli, giurista italiano (Roma, n. 1885 - Roma, † 1955)
- Filippo de Blasio, giurista italiano (Guardia Sanframondi, n. 1820 - Napoli, † 1873)

## Grammatici(1)
- Filippo Venuti, grammatico e linguista italiano (Cortona, n. 1531 - Roma, † 1587)

## Grecisti(1)
- Filippo Maria Pontani, grecista, bizantinista e traduttore italiano (Roma, n. 1913 - Bologna, † 1983)

## Hockeisti su ghiaccio(1)
- Filippo Busa, ex hockeista su ghiaccio italiano (Asiago, n. 1985)

## Hockeisti su pista(1)
- Filippo Schiavo, hockeista su pista italiano (Arzignano, n. 1998)

## Imprenditori(6)
- Filippo Artelli, imprenditore e politico italiano (Trieste, n. 1900 - Trieste, † 1977)
- Filippo Bacile di Castiglione, imprenditore, politico e storico italiano (Spongano, n. 1827 - Spongano, † 1911)
- Filippo Callipo, imprenditore e politico italiano (Pizzo, n. 1946)
- Filippo Caminiti, imprenditore e politico italiano (Soverato, n. 1895 - Soverato, † 1955)
- Filippo De Cecco, imprenditore italiano (Fara San Martino, n. 1854 - Fara San Martino, † 1930)
- Filippo Gagliardi, imprenditore e filantropo italiano (Montesano sulla Marcellana, n. 1912 - Roma, † 1968)

## Incisori(1)
- Filippo Rega, incisore e medaglista italiano (Chieti, n. 1761 - Napoli, † 1833)

## Ingegneri(6)
- Filippo Ascenzi, ingegnere, militare e politico italiano (Viterbo, n. 1893 - Roma, † 1943)
- Filippo Fiorentini, ingegnere e imprenditore italiano (Imola, n. 1876 - Roma, † 1944)
- Filippo Galassi, ingegnere italiano (Roma, n. 1856 - Frascati, † 1920)
- Filippo Manna, ingegnere italiano (Casalnuovo di Napoli, n. 1922 - Casalnuovo di Napoli, † 2009)
- Filippo Orsatti, ingegnere e politico italiano (Sondrio, n. 1885 - Sondrio, † 1972)
- Filippo Zappata, ingegnere aeronautico italiano (Ancona, n. 1894 - Gallarate, † 1994)

## Letterati(4)
- Filippo Argelati, letterato, curatore editoriale e numismatico italiano (Bologna, n. 1685 - Milano, † 1755)
- Filippo Massini, letterato e poeta italiano (Perugia, n. 1559 - Bologna, † 1618)
- Filippo Mordani, letterato e patriota italiano (Ravenna, n. 1797 - Forlì, † 1886)
- Filippo Rosa Morando, letterato, drammaturgo e poeta italiano (Verona, n. 1732 - Verona, † 1757)

## Librettisti(1)
- Filippo Livigni, librettista italiano

## Linguisti(1)
- Filippo Salvatore Gilij, linguista italiano (Norcia, n. 1721 - Roma, † 1789)

## Lottatori(1)
- Filippo Fiumefreddo, ex lottatore italiano (n. 1971)

## Lunghisti(1)
- Filippo Randazzo, lunghista e velocista italiano (Caltagirone, n. 1996)

## Mafiosi(5)
- Filippo Barreca, mafioso italiano (Reggio Calabria, n. 1956)
- Filippo Graviano, mafioso italiano (Palermo, n. 1961)
- Philip Lombardo, mafioso statunitense (New York, n. 1908 - Hollywood, † 1987)
- Philip Mangano, mafioso italiano (Palermo, n. 1898 - New York, † 1951)
- Filippo Marchese, mafioso italiano (Palermo, n. 1938 - Palermo, † 1982)

## Magistrati(3)
- Filippo Bonacci, magistrato e politico italiano (Recanati, n. 1809 - Torino, † 1872)
- Filippo Mancuso, magistrato e politico italiano (Palermo, n. 1922 - Roma, † 2011)
- Filippo Romano, magistrato italiano (Francavilla di Sicilia, n. 1907 - Bergamo, † 1990)

## Matematici(6)
- Filippo Calandri, matematico italiano (Firenze, n. 1468 - Roma, † 1518)
- Filippo Carmagnini, matematico italiano
- Filippo Corridi, matematico, scienziato e pedagogista italiano (Livorno, n. 1806 - Roma, † 1877)
- Filippo di Opunte, matematico, filosofo e astronomo greco antico (Opunte)
- Filippo Antonio Revelli, matematico italiano (Monastero di Lanzo, n. 1716 - Torino, † 1801)
- Filippo Sibirani, matematico italiano (Sant'Agata Bolognese, n. 1880 - Bologna, † 1957)

## Mecenati(2)
- Filippo Farsetti, mecenate italiano (Venezia, n. 1703 - Venezia, † 1774)
- Filippo Hercolani, IV principe Hercolani, mecenate e scrittore italiano (Bologna, n. 1736 - Bologna, † 1810)

## Medaglisti(2)
- Filippo Sgarlata, medaglista italiano (Tunisi, n. 1901 - Termini Imerese, † 1979)
- Filippo Speranza, medaglista italiano (San Martino al Cimino, n. 1839 - Roma, † 1903)

## Medici(7)
- Filippo Civinini, medico e anatomista italiano (Pistoia, n. 1805 - Pisa, † 1844)
- Filippo De Filippi, medico e viaggiatore italiano (Torino, n. 1869 - Settignano, † 1938)
- Filippo d'Aquino, medico, filologo e orientalista francese (Carpentras, n. 1575 - Parigi, † 1650)
- Filippo Mazzei, medico, filosofo e saggista italiano (Poggio a Caiano, n. 1730 - Pisa, † 1816)
- Filippo Sceberras, medico, patriota e politico maltese (Pietà, n. 1850 - Floriana, † 1928)
- Filippo Vallino, medico e botanico italiano (n. 1847 - † 1916)
- Filippo Vista, medico italiano

## Mercanti(1)
- Filippo Sassetti, mercante, linguista e viaggiatore italiano (Firenze, n. 1540 - Goa, † 1588)

## Militari(19)
- Filippo Bonavitacola, militare italiano (Montella, n. 1914 - Branovo, † 1944)
- Filippo del Carretto, militare italiano (Camerano, n. 1758 - castello di Cosseria, † 1796)
- Filippo Di Chiese, militare e architetto italiano (n. 1629 - Berlino, † 1673)
- Filippino D'Oria, militare italiano (Genova - Genova)
- Filippo Farina, militare e politico italiano (Ronciglione, n. 1795 - Roma, † 1857)
- Filippo di Mézières, militare, diplomatico e scrittore francese (Mézières-en-Santerre - † 1405)
- Filippo, militare macedone antico († 318 a.C.)
- Filippo Foti, militare italiano (Syracuse, n. 1916 - Trento, † 1967)
- Filippo Freda, militare italiano (Chieti, n. 1911 - Uork Amba, † 1936)
- Filippo Gonzaga, militare italiano (n. 1709 - Mantova, † 1778)
- Filippo Iacolino, militare e vescovo cattolico italiano (Favara, n. 1895 - Trapani, † 1950)
- Filippo Marini, militare italiano (Messina, n. 1906 - Zallalò, † 1936)
- Filippo Montesi, militare italiano (Fano, n. 1963 - Roma, † 1983)
- Filippo di Nassau, militare olandese (Dillenburg, n. 1566 - Rheinberg, † 1595)
- Filippo Nicolai, militare italiano (Caprarola, n. 1916 - Petrowka, † 1942)
- Pio Prati, militare e politico italiano (Alessandria, n. 1769)
- Filippo Zappi, militare, esploratore e diplomatico italiano (Mercato Saraceno, n. 1896 - Udine, † 1961)
- Filippo Zuccarello, militare italiano (Patti, n. 1891 - Carso, † 1917)
- Filippo de Grenet, militare e diplomatico italiano (Napoli, n. 1904 - Roma, † 1944)

## Monaci cristiani(1)
- Filippo di Thaon, monaco cristiano e poeta francese

## Mountain biker(1)
- Filippo Colombo, mountain biker e ciclista su strada svizzero (Gussago, n. 1997)

## Musicisti(2)
- Filippo Trecca, musicista, arrangiatore e direttore d'orchestra italiano (Italia, n. 1951)
- Økapi, musicista, compositore e disc jockey italiano (Versailles, n. 1966)

## Numismatici(1)
- Filippo Paruta, numismatico, archeologo e storiografo italiano (Palermo, n. 1552 - † 1629)

## Nuotatori(4)
- Filippo Berlincioni, nuotatore italiano (Firenze, n. 1996)
- Filippo Magnini, ex nuotatore italiano (Pesaro, n. 1982)
- Filippo Megli, nuotatore italiano (Firenze, n. 1997)
- Filippo Piva, ex nuotatore sammarinese (n. 1967)

## Organari(1)
- Filippo Tronci, organaro italiano (Pistoia, n. 1848 - † 1918)

## Organisti(1)
- Filippo Capocci, organista e compositore italiano (Roma, n. 1840 - Roma, † 1911)

## Pallanuotisti(4)
- Filippo Agostini, pallanuotista italiano (Genova, n. 1992)
- Filippo Corio, pallanuotista italiano (Imperia, n. 1992)
- Filippo Rocchi, pallanuotista e allenatore di pallanuoto italiano (Imperia, n. 1988)
- Pippo Schembri, pallanuotista maltese (Tunisi, n. 1911 - Roma, † 1981)

## Pallavolisti(3)
- Filippo Federici, pallavolista italiano (Ancona, n. 2000)
- Filippo Lanza, pallavolista italiano (Zevio, n. 1991)
- Filippo Pagni, pallavolista italiano (Pisa, n. 1984)

## Parolieri(1)
- Filippo Rolando, paroliere, compositore e direttore d'orchestra italiano (Torino, n. 1900 - Torino, † 1969)

## Partigiani(2)
- Filippo Beltrami, partigiano e antifascista italiano (Cireggio, n. 1908 - Megolo, † 1944)
- Filippo Illuminato, partigiano italiano (Napoli, n. 1930 - Napoli, † 1943)

## Patriarchi cattolici(1)
- Filippo di Carinzia, patriarca cattolico austriaco (Krems, † 1279)

## Patrioti(11)
- Filippo Agresti, patriota italiano (Napoli, n. 1797 - Napoli, † 1865)
- Filippo Canuti, patriota italiano (Bologna, n. 1802 - Forlì, † 1866)
- Filippo Cordova, patriota, giurista e politico italiano (Aidone, n. 1811 - Firenze, † 1868)
- Filippo Delpino, patriota italiano (Genova, n. 1779 - † 1860)
- Filippo Erba, patriota e militare italiano (Milano, n. 1834 - Gorgonzola, † 1905)
- Filippo Ferrari, patriota e militare italiano (Varese Ligure, n. 1836 - Genova, † 1903)
- Filippo Manci, patriota italiano (Povo, n. 1836 - Milano, † 1869)
- Filippo Migliavacca, patriota italiano (Affori, n. 1829 - Merì, † 1860)
- Filippo Minutilli, patriota e militare italiano (Grumo Appula, n. 1813 - Messina, † 1864)
- Filippo Spatafora, patriota e politico italiano (Roma, n. 1830 - Albano Laziale, † 1913)
- Filippo Tranquillini, patriota e avvocato italiano (Mori, n. 1837 - Milano, † 1879)

## Pattinatori artistici su ghiaccio(1)
- Filippo Ambrosini, pattinatore artistico su ghiaccio italiano (Asiago, n. 1993)

## Personaggi televisivi(1)
- Filippo Roma, personaggio televisivo italiano (Roma, n. 1970)

## Piloti automobilistici(1)
- Filippo Croccolino, pilota automobilistico italiano (Rivoli, n. 2004)

## Piloti motociclistici(2)
- Filippo Farioli, pilota motociclistico italiano (Bergamo, n. 2005)
- Filippo Suzzi, pilota motociclistico italiano (Imola, n. 1952 - Tabarka, † 1997)

## Poeti(12)
- Filippo Acciaiuoli, poeta e librettista italiano (Roma, n. 1637 - Roma, † 1700)
- Filippo Alberti, poeta italiano (Umbertide, n. 1548 - Perugia, † 1612)
- Filippo Amantea Mannelli, poeta, giurista e filosofo italiano (Grimaldi, n. 1878 - Cosenza, † 1964)
- Filippo Cesare Annessi, poeta italiano (Roma, n. 1871 - Roma, † 1947)
- Filippo Chiappini, poeta italiano (Roma, n. 1836 - Roma, † 1905)
- Filippo da Messina, poeta italiano (Messina)
- Filippo di Tessalonica, poeta greco antico (Tessalonica)
- Filippo Tommaso Marinetti, poeta, scrittore e drammaturgo italiano (Alessandria d'Egitto, n. 1876 - Bellagio, † 1944)
- Filippo Pananti, poeta italiano (Ronta, n. 1766 - Ronta, † 1837)
- Filippo Surico, poeta e giornalista italiano (Castellaneta, n. 1882 - Roma, † 1954)
- Filippo Tolli, poeta, scrittore e politico italiano (Roma, n. 1843 - Roma, † 1924)
- Filippo Zamboni, poeta e scrittore italiano (Trieste, n. 1826 - Vienna, † 1910)

## Poliziotti(3)
- Filippo Palieri, poliziotto italiano (Cerignola, n. 1911 - Wietzendorf, † 1945)
- Filippo Raciti, poliziotto italiano (Catania, n. 1967 - Catania, † 2007)
- Filippo Rossi, poliziotto italiano (Lodi, n. 1820 - Trieste)

## Presbiteri(12)
- Filippo Benizi, presbitero italiano (Firenze, n. 1233 - Todi, † 1285)
- Filippo Maria Bonini, presbitero, scrittore e storico italiano (Chiavari, n. 1612 - Vienna, † 1677)
- Filippo, prete italiano
- Filippo di Agira, presbitero romano (Tracia, n. 40 - Agira, † 103)
- Filippo Juvarra, presbitero, architetto e scenografo italiano (Messina, n. 1678 - Madrid, † 1736)
- Filippo di Gesù Munárriz Azcona, presbitero spagnolo (Allo, n. 1875 - Barbastro, † 1936)
- Filippo Neri, presbitero e educatore italiano (Firenze, n. 1515 - Roma, † 1595)
- Filippo Patella, presbitero e patriota italiano (Agropoli, n. 1817 - Napoli, † 1898)
- Filippo Picinelli, prete e teologo italiano (Milano, n. 1604 - Milano, † 1678)
- Filippo Rinaldi, presbitero italiano (Lu, n. 1856 - Torino, † 1931)
- Filippo Schiassi, presbitero, archeologo e epigrafista italiano (Bologna, n. 1763 - Bologna, † 1844)
- Filippo Smaldone, presbitero italiano (Napoli, n. 1848 - Lecce, † 1923)

## Principi(28)
- Filippo I di Borbone-Orléans, principe francese (Saint-Germain-en-Laye, n. 1640 - Saint-Cloud, † 1701)
- Filippo Massimiliano Del Drago Biscia Gentili, II principe di Mazzano ed Antuni, principe italiano (Roma, n. 1824 - Roma, † 1913)
- Filippo II d'Angiò, principe italiano (n. 1329 - Taranto, † 1374)
- Filippo di Sassonia-Coburgo-Koháry, principe (Parigi, n. 1844 - Coburgo, † 1921)
- Filippo di Maiorca, principe (n. 1288 - Napoli, † 1340)
- Filippo Alberto di Württemberg, principe tedesco (Stoccarda, n. 1893 - Ratisbona, † 1975)
- Filippo I d'Angiò, principe (n. 1278 - Napoli, † 1332)
- Filippo Erasmo del Liechtenstein, principe e generale austriaco (Wilfersdorf, n. 1664 - Castelnuovo Bormida, † 1704)
- Filippo di Borbone-Due Sicilie, principe (Cannes, n. 1885 - Saint John, † 1949)
- Filippo di Borbone-Spagna, principe italiano (Portici, n. 1747 - Portici, † 1777)
- Filippo di Navarra, principe e conte (n. 1336 - Vernon, † 1363)
- Filippo di Edimburgo, principe greco (Corfù, n. 1921 - Windsor, † 2021)
- Filippo di Hohenzollern-Hechingen, principe (Hechingen, n. 1616 - Hechingen, † 1671)
- Filippo del Liechtenstein, principe liechtensteinese (Zurigo, n. 1946)
- Filippo Notarbartolo Cipolla, principe (n. 1643 - † 1708)
- Filippo Guglielmo d'Orange, principe (Buren, n. 1554 - Bruxelles, † 1618)
- Filippo Sforza Cesarini, IV principe di Genzano, principe italiano (Roma, n. 1727 - Santa Fiora, † 1764)
- Filippo di Württemberg, principe (Neuilly-sur-Seine, n. 1838 - Stoccarda, † 1917)
- Filippo de' Medici, principe italiano (Firenze, n. 1577 - Firenze, † 1582)
- Filippo del Belgio, principe belga (Laeken, n. 1837 - Bruxelles, † 1905)
- Filippo Giuseppe del Liechtenstein, principe austriaco (Vienna, n. 1762 - Vienna, † 1802)
- Filippo di Castiglia, principe e arcivescovo spagnolo (n. 1231)
- Filippo di Castiglia, principe spagnolo (Siviglia, n. 1292 - Madrid, † 1327)
- Filippo di Grecia, principe greco (Londra, n. 1986)
- Filippo Ernesto di Hohenlohe-Waldenburg-Schillingsfürst, principe tedesco (Schillingsfürst, n. 1663 - Schillingsfürst, † 1759)
- Filippo Francesco di Leyen, principe tedesco (Coblenza, n. 1766 - Colonia, † 1829)
- Filippo Giuseppe di Salm-Kyrburg, principe (n. 1709 - Parigi, † 1779)
- Filippo II di Savoia-Acaia, principe italiano (n. 1340 - Avigliana, † 1368)

## Produttori cinematografici(1)
- Filippo Del Giudice, produttore cinematografico italiano (Trani, n. 1892 - Firenze, † 1962)

## Produttori discografici(1)
- DJ Mad Dog, produttore discografico e disc jockey italiano (Roma, n. 1980)

## Psichiatri(1)
- Filippo Saporito, psichiatra italiano (Aversa, n. 1870 - Aversa, † 1955)

## Pugili(1)
- Filippo Grasso, ex pugile italiano (Enna, n. 1947)

## Registi(4)
- Filippo D'Antoni, regista e sceneggiatore italiano (Siracusa, n. 1966)
- Filippo De Luigi, regista italiano (Venezia, n. 1938 - Pergola, † 2020)
- Filippo Meneghetti, regista e sceneggiatore italiano (Monselice, n. 1980)
- Filippo Walter Ratti, regista e sceneggiatore italiano (Roma, n. 1914 - Roma, † 1981)

## Registi teatrali(1)
- Filippo Crivelli, regista teatrale italiano (Milano, n. 1928 - Milano, † 2022)

## Religiosi(13)
- Filippo Anfossi, religioso e teologo italiano (Taggia, n. 1748 - Roma, † 1825)
- Filippo Arrighetti, religioso, filosofo e grecista italiano (Firenze, n. 1582 - Padova, † 1662)
- Filippo Maria Certani, religioso e letterato italiano (Bologna)
- Filippo Ciardelli, religioso italiano (Montalcino, n. 1203 - Seggiano, † 1290)
- Filippo Evans, religioso gallese (Monmouth, n. 1645 - Cardiff, † 1679)
- Filippo Fabri, religioso italiano (Bologna, † 1449)
- Filippo il Cancelliere, religioso, teologo e filosofo francese (Parigi, † 1236)
- Filippo II, religioso russo (Mosca, n. 1507 - Mosca, † 1569)
- Filippo da Piacenza, religioso italiano (Piacenza, † 1306)
- San Filippo di Gesù, religioso, missionario e santo messicano (Città del Messico, n. 1572 - Nagasaki, † 1597)
- Filippo Galli, religioso e poeta italiano (Monticiano - Monte San Savino, † 1503)
- Filippo Longo di Atri, religioso italiano (Atri - Alvernia, † 1259)
- Filippo Malabayla, religioso e storico italiano (Castellinaldo, n. 1580 - Asti, † 1657)

## Rivoluzionari(1)
- Filippo Buonarroti, rivoluzionario e politico italiano (Pisa, n. 1761 - Parigi, † 1837)

## Rugbisti a 15(4)
- Filippo Ferrarini, ex rugbista a 15 italiano (Parma, n. 1990)
- Filippo Frati, ex rugbista a 15 e allenatore di rugby a 15 italiano (Parma, n. 1972)
- Filippo Gerosa, rugbista a 15 italiano (Forlimpopoli, n. 1991)
- Filippo Giusti, ex rugbista a 15 italiano (Colleferro, n. 1988)

## Saggisti(1)
- Filippo La Porta, saggista, giornalista e critico letterario italiano (Roma, n. 1952)

## Sceneggiatori(1)
- Filippo Gravino, sceneggiatore italiano (Capua, n. 1975)

## Schermidori(2)
- Filippo Macchi, schermidore italiano (Pontedera, n. 2001)
- Filippo Vadi, schermidore italiano (Pisa)

## Sciatori alpini(2)
- Filippo Collini, sciatore alpino italiano (n. 2000)
- Filippo Della Vite, sciatore alpino italiano (Bergamo, n. 2001)

## Scienziati(1)
- Filippo Salviati, scienziato italiano (Firenze, n. 1583 - Barcellona, † 1614)

## Scrittori(13)
- Filippo Abignente jr, scrittore, giornalista e antifascista italiano (Sarno, n. 1860 - Sarno, † 1930)
- Filippo Addis, scrittore e critico letterario italiano (Luras, n. 1884 - Sassari, † 1974)
- Filippo Agazzari, scrittore e religioso italiano (Siena - Lecceto, † 1422)
- Filippo Bologna, scrittore, sceneggiatore e regista italiano (San Casciano dei Bagni, n. 1978)
- Filippo D'Arpa, scrittore, giornalista e drammaturgo italiano (Palermo, n. 1962)
- Filippo Mazzoccolo, scrittore italiano (Teano, n. 1861 - Teano, † 1918)
- Filippo Luigi Polidori, scrittore italiano (Fano, n. 1801 - Firenze, † 1865)
- Filippo Porcelli, scrittore, autore televisivo e regista italiano (Catanzaro, n. 1956)
- Filippo Puglisi, scrittore e critico letterario italiano (Serradifalco, n. 1915 - † 2001)
- Filippo Tuena, scrittore italiano (Roma, n. 1953)
- Filippo Venturi, scrittore italiano (Bologna, n. 1972)
- Filippo Villani, scrittore e storico italiano (Firenze, n. 1325 - † 1407)
- Filippo De Nobili, scrittore italiano (Catanzaro, n. 1875 - Catanzaro, † 1962)

## Scultori(21)
- Filippo Albacini, scultore italiano (Roma, n. 1777 - Roma, † 1858)
- Filippo Bentivegna, scultore italiano (Sciacca, n. 1888 - Sciacca, † 1967)
- Filippo Biganzoli, scultore italiano (Milano, n. 1823 - † 1894)
- Chiss, scultore, incisore e pittore italiano (Trofarello, n. 1920 - Trofarello, † 1995)
- Filippo Cifariello, scultore italiano (Molfetta, n. 1864 - Napoli, † 1936)
- Filippo della Valle, scultore italiano (Firenze, n. 1698 - Roma, † 1768)
- Filippo Dobrilla, scultore, fotografo e speleologo italiano (Firenze, n. 1968 - Meldola, † 2019)
- Filippo Ghersi, scultore italiano (Sanremo, n. 1825 - Sanremo, † 1908)
- Filippo Silvestro Giulianotti, scultore italiano (Genova, n. 1851 - Roma, † 1903)
- Filippo Gnaccarini, scultore italiano (Roma, n. 1804 - Roma, † 1875)
- Filippo Grassi, scultore e architetto italiano (Milano - Brescia)
- Filippo Martinengo, scultore italiano (Savona, n. 1750 - † 1800)
- Filippo di Lorenzo Paladini, scultore italiano (Pistoia - † 1608)
- Filippo Parodi, scultore italiano (Genova, n. 1630 - Genova, † 1702)
- Filippo Pennino, scultore italiano (Palermo, n. 1755 - Palermo, † 1801)
- Filippo Planzone, scultore italiano (Nicosia, n. 1610 - Genova, † 1636)
- Filippo Quattrocchi, scultore italiano (Gangi, n. 1738 - Palermo, † 1813)
- Filippo Scandellari, scultore italiano (Bologna, n. 1717 - Bologna, † 1801)
- Filippo Solari, scultore italiano (Carona)
- Filippo Tagliolini, scultore italiano (Fogliano di Cascia, n. 1745 - Napoli, † 1809)
- Filippo di Domenico, scultore italiano (Venezia)

## Snowboarder(1)
- Filippo Ferrari, snowboarder italiano (Segrate, n. 1999)

## Sollevatori(1)
- Filippo Bottino, sollevatore italiano (Genova, n. 1888 - Sestri Ponente, † 1969)

## Sopranisti(1)
- Filippo Balatri, sopranista italiano (Alfea, n. 1682 - Fürstenfeld, † 1756)

## Sovrani(27)
- Filippo VI di Spagna, re spagnolo (Madrid, n. 1968)
- Filippo II di Macedonia, sovrano macedone antico (Pella, n. 382 a.C. - Aigai, † 336 a.C.)
- Filippo di Svevia, sovrano tedesco (Pavia, n. 1177 - Bamberga, † 1208)
- Filippo V di Macedonia, re (n. 238 a.C. - † 179 a.C.)
- Filippo III Arrideo, sovrano macedone antico (Pella, n. 359 a.C. - Anfipoli, † 317 a.C.)
- Filippo IV di Macedonia, sovrano macedone antico († 297 a.C.)
- Filippo, sovrano († 34)
- Filippo II di Schaumburg-Lippe, sovrano tedesco (Rinteln, n. 1723 - Bückeburg, † 1787)
- Filippo I Filadelfo, sovrano
- Filippo II Filoromeo, sovrano
- Filippo del Belgio, re belga (Bruxelles, n. 1960)
- Filippo I di Macedonia, re († 602 a.C.)
- Filippo d'Antiochia, re († 1226)
- Filippo I di Francia, re (n. 1052 - Melun, † 1108)
- Filippo I di Svezia, re svedese († 1118)
- Filippo II di Francia, re (Gonesse, n. 1165 - Mantes-la-Jolie, † 1223)
- Filippo II di Spagna, sovrano spagnolo (Valladolid, n. 1527 - San Lorenzo de El Escorial, † 1598)
- Filippo III di Francia, re francese (Poissy, n. 1245 - Perpignano, † 1285)
- Filippo III di Navarra, re (n. 1306 - Jerez de la Frontera, † 1343)
- Filippo III di Spagna, re (Madrid, n. 1578 - Madrid, † 1621)
- Filippo IV di Francia, re francese (Fontainebleau, n. 1268 - Fontainebleau, † 1314)
- Filippo IV di Spagna, re (Valladolid, n. 1605 - Madrid, † 1665)
- Filippo V di Francia, re francese (Vincennes, n. 1293 - Parigi, † 1322)
- Filippo V di Spagna, re spagnolo (Versailles, n. 1683 - Madrid, † 1746)
- Filippo VI di Francia, re (n. 1293 - Nogent-le-Roi, † 1350)
- Filippo della Torre, sovrano e politico italiano (Milano - Milano, † 1265)
- Filippo d'Angiò, re (n. 1256 - Bari, † 1277)

## Statistici(1)
- Filippo Virgilii, statistico italiano (Montefestino, n. 1865 - Roma, † 1950)

## Storici(7)
- Filippo Burgarella, storico italiano (Trapani, n. 1948 - Arcavacata di Rende, † 2017)
- Filippo Maria Casoni, storico italiano (Genova, n. 1662 - Genova, † 1723)
- Filippo Càssola, storico e epigrafista italiano (Napoli, n. 1925 - Trieste, † 2006)
- Filippo di Side, storico, teologo e scrittore greco antico (Side - Costantinopoli)
- Filippo di Novara, storico, militare e poeta italiano (Cipro)
- Filippo Focardi, storico e scrittore italiano (Firenze, n. 1965)
- Filippo de' Nerli, storico italiano (Firenze, n. 1486 - Firenze, † 1557)

## Storici dell'arte(1)
- Filippo Baldinucci, storico dell'arte, politico e pittore italiano (Firenze, n. 1625 - Firenze, † 1696)

## Tennisti(1)
- Filippo Messori, ex tennista italiano (Modena, n. 1973)

## Teologi(2)
- Filippo Fabri, teologo, filosofo e religioso italiano (Spinata di Brisighella, n. 1564 - Padova, † 1630)
- Filippo della Santissima Trinità, teologo e presbitero francese (Malaucène, n. 1603 - Napoli, † 1671)

## Traduttori(1)
- Filippo Cioni, traduttore e notaio italiano (Firenze, n. 1461)

## Trombettisti(1)
- Phil Napoleon, trombettista statunitense (Boston, n. 1901 - Miami, † 1990)

## Umanisti(4)
- Filippo Beroaldo il Vecchio, umanista e filologo italiano (Bologna, n. 1453 - † 1505)
- Filippo Beroaldo il Giovane, umanista e bibliotecario italiano (Bologna, n. 1472 - Roma, † 1518)
- Filippo Buonaccorsi, umanista e scrittore italiano (San Gimignano, n. 1437 - Cracovia, † 1496)
- Filippo Melantone, umanista, teologo e astrologo tedesco (Bretten, n. 1497 - Wittenberg, † 1560)

## Velisti(4)
- Filippo Baldassari, velista italiano (Chiaravalle, n. 1988)
- Filippo Belloni, velista italiano (Venezia, n. 1956)
- Filippo Domenicali, velista italiano (Varazze, n. 1969)
- Filippo Mennuni, velista italiano (Corato, n. 1962)

## Velocisti(2)
- Filippo Di Mulo, ex velocista e allenatore di atletica leggera italiano (Catania, n. 1960)
- Filippo Tortu, velocista italiano (Milano, n. 1998)

## Vescovi cattolici(25)
- Filippo Alfieri Ossorio, vescovo cattolico italiano (L'Aquila, n. 1634 - Fondi, † 1693)
- Filippo Archinto, vescovo cattolico italiano (Milano, n. 1549 - Cantù, † 1632)
- Filippo Artico, vescovo cattolico italiano (Ceneda, n. 1798 - Roma, † 1859)
- Filippo Bacciu, vescovo cattolico italiano (Buddusò, n. 1838 - Ozieri, † 1914)
- Filippo Bencivenne, vescovo cattolico italiano († 1330)
- Filippo Bon, vescovo cattolico italiano (Venezia - Roma, † 1551)
- Filippo dei Bonacolsi, vescovo cattolico italiano (Mantova - Mantova, † 1303)
- Filippo Maria Campeggi, vescovo cattolico italiano (Bologna, n. 1518 - Venezia, † 1584)
- Filippo Campus Chessa, vescovo cattolico italiano (Pattada, n. 1817 - Tempio Pausania, † 1887)
- Filippo da Casaloldo, vescovo cattolico italiano (Brescia - Brescia, † 1303)
- Filippo Ciampanelli, vescovo cattolico italiano (Novara, n. 1978)
- Filippo Delci, vescovo cattolico italiano (Lucca - Lucca, † 1327)
- Filippo Dell'Antella, vescovo cattolico italiano (Firenze - Firenze, † 1363)
- Filippo, vescovo cattolico italiano (Genova - † 1262)
- Filippo Gentile, vescovo cattolico italiano (Biccari, n. 1692 - Cerreto Sannita, † 1771)
- Filippo Ghighi, vescovo cattolico italiano (Bibbiena, n. 1752 - Serravalle, † 1830)
- Filippo Perlo, vescovo cattolico e missionario italiano (Caramagna, n. 1873 - Roma, † 1948)
- Filippo Maria Positano, vescovo cattolico italiano (Noja, n. 1677 - † 1732)
- Filippo Maria Resta, vescovo cattolico italiano (Milano, n. 1661 - Alessandria, † 1706)
- Filippo Baudone Roero, vescovo cattolico italiano (Asti - Asti, † 1469)
- Filippo Strofaldi, vescovo cattolico italiano (Napoli, n. 1940 - Casamicciola Terme, † 2013)
- Filippo Tipaldi, vescovo cattolico italiano (Napoli, n. 1669 - Portici, † 1748)
- Filippo Tornabuoni, vescovo cattolico italiano (Firenze, n. 1529 - Sansepolcro, † 1559)
- Filippo Trigona, vescovo cattolico italiano (Piazza, n. 1735 - † 1824)
- Filippo della Torre, vescovo cattolico, antiquario e numismatico italiano (Cividale del Friuli, n. 1657 - Rovigo, † 1717)

## Viaggiatori(1)
- Filippo Pigafetta, viaggiatore, militare e letterato italiano (Vicenza, n. 1533 - Vicenza, † 1604)

## Zoologi(1)
- Filippo De Filippi, zoologo, medico e viaggiatore italiano (Milano, n. 1814 - Hong Kong, † 1867)

## Senza attività specificata(47)
- Filippo (Betsaida - Ierapoli, † 80)
- Filippo d'Orléans, duca francese (Vincennes, n. 1336 - Orléans, † 1375)
- Filippo Luigi del Palatinato-Neuburg, conte (Zweibrücken, n. 1547 - Neuburg, † 1614)
- Filippo di Brabante, conte (n. 1404 - Lovanio, † 1430)
- Filippo I di Pomerania, duca tedesco (Stettino, n. 1515 - Wolgast, † 1560)
- Filippo di Meclemburgo, duca (Schwerin, n. 1514 - Güstrow, † 1557)
- Filippo di Cognac, britannico
- Filippo I d'Assia (Marburgo, n. 1504 - Kassel, † 1567)
- Filippo I d'Asburgo, duca (Bruges, n. 1478 - Burgos, † 1506)
- Filippo I di Fiandra, conte (Acri, † 1191)
- Filippo I di Nassau-Weilburg, conte (Weilburg, n. 1368 - Wiesbaden, † 1429)
- Filippo I di Savoia, conte (Aiguebelle, n. 1207 - Rossillon, † 1285)
- Filippo II di Savoia, duca (Ginevra, n. 1443 - Chambéry, † 1497)
- Filippo III di Namur, marchese (n. 1319 - Famagosta, † 1337)
- Filippo Guglielmo del Palatinato, conte (Neuburg an der Donau, n. 1615 - Vienna, † 1690)
- Filippo d'Assia-Philippsthal (Kassel, n. 1655 - Aquisgrana, † 1721)
- Filippo di Borgogna, conte (n. 1323 - Aiguillon, † 1346)
- Filippo I di Hanau-Lichtenberg, conte tedesco (Windecken, n. 1417 - Ingweiler, † 1480)
- Filippo II di Hanau-Lichtenberg, conte tedesco (Hanau, n. 1462 - Babenhausen, † 1504)
- Filippo III di Hanau-Lichtenberg, tedesco (Babenhausen, n. 1482 - Buchsweiler, † 1538)
- Filippo IV di Hanau-Lichtenberg, tedesco (Babenhausen, n. 1514 - Lichtenberg, † 1590)
- Filippo V di Hanau-Lichtenberg, tedesco (Bouxwiller, n. 1541 - Niederbronn, † 1599)
- Filippo II di Hanau-Münzenberg, tedesco (n. 1501 - † 1529)
- Filippo I di Hanau-Münzenberg, conte tedesco (Windecken, n. 1449 - † 1500)
- Filippo Luigi I di Hanau-Münzenberg, tedesco (Hanau, n. 1553 - Hanau, † 1580)
- Filippo Luigi II di Hanau-Münzenberg, conte tedesco (Hanau, n. 1576 - Hanau, † 1612)
- Filippo Maurizio di Hanau-Münzenberg, conte tedesco (Hanau, n. 1605 - Hanau, † 1638)
- Filippo Reinardo di Hanau-Münzenberg, conte tedesco (Rheinau, n. 1664 - Hanau, † 1712)
- Filippo Ernesto di Hohenlohe-Langenburg, conte (Langenburg, n. 1584 - Weikersheim, † 1628)
- Filippo Lascaris, bizantino
- Filippo Emanuele di Lorena, duca francese (Nancy, n. 1558 - Norimberga, † 1602)
- Filippo Giulio Mancini, duca (Roma, n. 1641 - Parigi, † 1707)
- Filippo Niccolini, marchese italiano (Firenze, n. 1586 - Firenze, † 1666)
- Filippo Pelati, sincronetto italiano (Ferrara, n. 2007)
- Filippo di Savoia-Nemours, duca (Bourg-en-Bresse, n. 1490 - Marsiglia, † 1533)
- Filippo Ernesto di Schleswig-Holstein-Sonderburg-Glücksburg, duca (n. 1673 - † 1729)
- Filippo Maria Visconti, duca (Milano, n. 1392 - Milano, † 1447)
- Filippo Carlo d'Arenberg, duca belga (n. 1663 - Petervaradino, † 1691)
- Filippo di Colloredo-Mels, italiano (Colloredo di Monte Albano, n. 1778 - Recanati, † 1864)
- Filippo di Courtenay (Costantinopoli, n. 1243 - Viterbo, † 1283)
- Filippo Volfango di Hanau-Lichtenberg, conte tedesco (Bouxwiller, n. 1595 - Bouxwiller, † 1641)
- Filippo III di Hanau-Münzenberg, tedesco (Hanau, n. 1526 - Hanau, † 1561)
- Filippo Luigi III di Hanau-Münzenberg, conte tedesco (Hanau, n. 1632 - L'Aia, † 1641)
- Filippo di Holstein-Gottorp, duca tedesco (n. 1570 - † 1590)
- Filippo II di Nassau-Weilburg, conte (Weilburg, n. 1418 - Magonza, † 1492)
- Filippo di Sassonia-Merseburg-Lauchstädt, duca (Merseburg, n. 1657 - Fleurus, † 1690)
- Filippo di Nevers, conte (Villaines-en-Duesmois, n. 1389 - Azincourt, † 1415)